# Neoherminia philetesalis
Neoherminia philetesalis är en fjärilsart som beskrevs av Walker 1858. Neoherminia philetesalis ingår i släktet Neoherminia och familjen nattflyn. Inga underarter finns listade i Catalogue of Life.